# Fjällspelspindel
Fjällspelspindel (Mecynargus paetulus) är en spindelart som först beskrevs av O. Pickard-Cambridge 1875.  Fjällspelspindel ingår i släktet Mecynargus och familjen täckvävarspindlar. Enligt den finländska rödlistan är arten nära hotad i Finland. Arten är reproducerande i Sverige. Artens livsmiljö är kalfjäll. Inga underarter finns listade i Catalogue of Life.